# ТР-1
ТР-1 — ранний турбореактивный двигатель, разработанный под руководством конструктора А. М. Люльки. Является дальнейшим развитием опытного ТРД С-18. Устанавливался на опытных истребителях Су-11 и И-211, а также опытном бомбардировщике Ил-22. Предполагалась установка ТР-1А на четырехдвигательный скоростной бомбардировщик Су-10, который проходил наземные испытания.

## История создания
После РД-1 под руководством А. М. Люльки был разработан двигатель С-18 тягой 1250 кгс. В начале 1945 года было изготовлено пять экземпляров С-18, после чего началась его доводка. До серийного производства С-18 так и не был доведён. Опыт, накопленный при создании С-18, а также трофейные немецкие технологии в области ТРД, помогли А. М. Люльке создать ТР-1.
Работы по ТР-1 велись на опытном заводе № 165 в тесном сотрудничестве с заводом № 45. Уже к концу 1946 года завод № 45 выпустил 36 экземпляров ТР-1.
Двигатель имел воздухозаборник — входной диффузор, окружённый масляным баком, в котором масло охлаждалось потоком воздуха. Внутри кока устанавливался воздушный стартер. Осевой восьмиступенчатый компрессор обеспечивал повышение давления воздуха в 3,16 раза. В кольцевую камеру сгорания топливо подавалось через центробежные форсунки. В процессе сгорания температура газа не превышала 1050 К, что позволило исключить применение внутреннего охлаждения лопаток. Двигатель развивал тягу 1360 кгс при удельном расходе топлива 1,3 кг/кгс*ч.
ТР-1 был использован на трёх опытных самолётах. Истребитель-бомбардировщик Су-11 (первый с таким обозначением) имел два ТР-1, расположенных в плоскости крыла; первый полёт состоялся 28 мая 1947 года. Осенью совершил первый полёт ещё один двухмоторный истребитель, оснащённый ТР-1. Это был И-211 ОКБ-21, сконструированный С. М. Алексеевым. В конце 1947 года в небо поднялся третий и последний самолёт с ТР-1, четырёхдвигательный бомбардировщик Ил-22.
Несмотря на то, что ТР-1 обладал большей тягой, и меньшим расходом топлива, чем РД-10 и РД-20, которые являлись копиями немецких ТРД, он был крайне ненадёжен. В итоге работы по двигателю ТР-1 и всем самолётам, которым он оснащался, были свёрнуты. Кроме этого, не были реализованы проекты «154» ОКБ Лавочкина и И-305 ОКБ Микояна, на которые так же планировалось установить ТР-1. Проектирование двигателя с большей тягой под обозначением ТР-1А также было закрыто.